# إضراب عام
يُعدّ الإضراب العام (أو الإضراب الجماعي) إضرابًا تشارك فيه نسبة كبيرة من إجمالي القوى العاملة في مدينة أو منطقة أو بلد. تتميز الإضرابات العامة بمشاركة العمال في أماكن عمل عديدة، إلى جانب مشاركة مجتمعات بأكملها أحيانًا. حدثت الإضرابات العامة لأول مرة في منتصف القرن التاسع عشر، وترك بعضها بصمةً تاريخيةً مهمة.

## نبذة تاريخية

### العصور القديمة
ربما يُشكّل انسحاب الدهماء من روما القديمة (باللاتينية: secessio plebis) السلف المبكر للإضراب العام. يقول إتش. جي. ويلز في كتابه موجز تاريخ العالم: «إضراب الدهماء العام؛ يبدو أن الدهماء قد اخترعوا الإضراب، والذي يظهر الآن لأول مرة في التاريخ». نفّذوا إضرابهم الأول لأنهم «شعروا بالسخط عندما رأوا أصدقاءهم، الذين خدموا الدولة في كثير من الأحيان بشجاعة وبأعداد هائلة، مكبّلين بالسلاسل ومُستعبدين بناءً على طلب بطارقة الروم الأرستقراطيين».
أشار ويلز إلى «استخدام الأرستقراطيين نفوذهم السياسي لجمع الثروة من خلال الغزوات الوطنية على حساب العدو المهزوم والدهماء الأكثر فقرًا على حد سواء ...». نجح الدهماء الذين كان من المتوقع إطاعتهم القوانين، دون السماح لهم بمعرفتها (والتي استطاع الأرستقراطيون سردها من الذاكرة)، في الحصول على حق الطعن في أي ظلم أمام الجمعية العامة. أثمر تمرد الدهماء في إتاحة قوانين روما المكتوبة للجميع في عام 450 قبل الميلاد.

### العصر الحديث
لم يصبح الإضراب العام إحدى سمات المشهد السياسي إلا عند بداية الثورة الصناعية. لأول مرة في التاريخ، انتمى قسم كبير من الأفراد إلى الطبقة العاملة الصناعية؛ عاشوا في المدن وعملوا مقابل أجر. بدأ وعي «العمال» الحقيقي بالظهور والانتشار بصورة واسعة في إنجلترا بحلول ثلاثينيات القرن التاسع عشر، بالتزامن مع بلوغ الحركة الميثاقية ذروتها.
يُعتبر الناشر الراديكالي ويليام بينبو أول مُنظّر صاغ فكرة الإضراب العام ونشرها بغرض الإصلاح السياسي. كان بينبو من أبرز المسؤولين عن التخطيط لمسيرة الاحتجاجات التي قام بها النساجون في مسيرة لانكاشاير في مارس 1817، وأصبح مساعدًا لوليام كوبيت وقضى حياته «في تحريض صفوف العمال خلال اجتماعاتهم التجارية والمنتديات المنزلية».
في 28 يناير 1832، نشر بينبو كتيبًا بعنوان العيد الوطني الكبير وكونغرس الطبقات الإنتاجية. بدأ بينبو بالدعوة إلى العمل المباشر والمُتسم بالعنف إن دعت الحاجة من أجل الإصلاح السياسي، وطرح فكرة وجود «عطلة وطنية» و «مؤتمر وطني»، إذ عنى بذلك تنفيذ الطبقة العاملة إضرابًا عامًا لفترة طويلة، والذي يكون بدوره عملًا مقدسًا (باعتبار أنه holy-day أي «يوم مقدس»)، مع محافظة اللجان المحلية على السلام خلال تلك الفترة وانتخابها مندوبين إلى مؤتمر وطني يوافق على الاتجاه المستقبلي للأمة. تحتّم على العمال المضربين إعالة أنفسهم عبر المدخرات وأموال الأبرشية المصادرة، والمطالبة بإسهامات من الأغنياء.
تبنّى الكونغرس الميثاقي لعام 1839 فكرة العطلة الوطنية الكبرى التي طرحها بينبو، بعد أن أمضى وقتًا في مانشستر خلال 1838-1839 للترويج لمنشوره ودعم القضية.
في عام 1842، تصاعدت المطالب بأجور وظروف أكثر عدالة ضمن العديد من الصناعات المختلفة وتحولت إلى أول إضراب عام حديث (الإضراب العام لعام 1842). بعد تقديم الالتماس الميثاقي الثاني إلى البرلمان في أبريل 1842 ورفضه، بدأ الإضراب في مناجم الفحم في ستافوردشاير، إنجلترا، وسرعان ما امتد عبر بريطانيا ما أثّر على المصانع والمطاحن في لانكشاير ومناجم الفحم من دندي إلى جنوب ويلز وكورنوال. بدلاً من أن تكون انتفاضة عفوية للجماهير المتمردة، ظهر الدافع السياسي وراء الإضراب الذي قادته أجندة متشددة هدفت إلى الحصول على تنازلات وامتيازات. ربما وصلت نسبة المشاركين في ذروة الإضراب إلى نصف القوة العاملة الصناعية حينها -أكثر من 500000 رجل. نسّقت القيادة المحلية تقاليد الطبقة العاملة المتنامية لتنظيم أتباعها سياسياً بهدف تشكيل تحدٍ واضح للمؤسسة الرأسمالية السياسية.

بصورة مثيرة للجدل، يعتبر تخلي العبيد الفقراء السود والبيض عن المزارع الجماعية خلال الحرب الأهلية الأمريكية بمثابة إضراب عام. يتحدث دابليو. إي. بي. دو بويز في كتابه التاريخي الكلاسيكي بعنوان السود وإعادة الإعمار في أمريكا عن هذا التخلي الجماعي ويصفه بدقة:
«تحولت الحركة فجأة من كونها مشكلة متعلقة بالمزارع المهجورة والعبيد الذين أُسروا خلال استغلالهم من قبل العدو [الجنوبي] لأغراض عسكرية، إلى إضراب عام ضد نظام العبيد شارك فيه أي شخص وجد الفرصة. تضخمت التيارات الجارية من الهاربين وباتت فيضانًا. حالما بدأ، انطلق الإضراب العام من قبل البيض والسود بجنون وبلا هوادة، كأنه ملحمة عظيمة».
حدث ثاني الإضرابات العامة واسعة النطاق بعد أكثر من نصف قرن في بلجيكا، في محاولة لإجبار الحكومة على منح الشعب حق الاقتراع العمومي. على أي حال، حدثت إضرابات بصورة دورية طوال القرن التاسع عشر يمكن اعتبارها مجازيًا «إضرابات عامة». في الولايات المتحدة، استمر الإضراب العام في فيلادلفيا عام 1835 لمدة ثلاثة أسابيع، ليحقق العمال المضربون بعدها هدفهم المتمثل في تحديد ساعات العمل في اليوم الواحد بعشر ساعات، إلى جانب رفع الأجور. شملت الإضرابات العامة اللاحقة الإضراب العام في سانت لويس عام 1877، والذي انبثق عن إضراب السكك الحديدية الكبرى لعام 1877 على امتداد الولايات المتحدة والإضراب العام في نيو أورليانز عام 1892. شهد عام 1919 سلسلةً من الإضرابات العامة في جميع أنحاء العالم نتيجة الاضطرابات السياسية التي سببتها الحرب العالمية الأولى -في ألمانيا وبلفاست وسياتل ووينيبيغ.
شهدت الثورة الروسية عام 1905 موجة ضخمة من الاضطرابات الاجتماعية على امتداد الإمبراطورية الروسية، اتسمت بإضرابات عامة واسعة النطاق من قبل العمال الصناعيين. بدأ الإضراب العام في المملكة المتحدة عام 1926 في قطاع صناعة الفحم وشهد تصاعدًا سريعًا؛ استدعت النقابات 1750.000 عامل، في قطاعي النقل والصلب بصورة رئيسية، ويُذكر أن الحكومة قمعت الإضراب بنجاح.